# Attorney general
En attorney general eller attorney-general är en hög politisk och juridisk ämbetsman som med något olika innebörd förekommer i de flesta anglosaxiska länder, dvs länder med common law som rättssystem. 
I såväl USA, Kanada och Australien motsvaras en attorney general av både justitieminister och högsta åklagaren. 

## I olika länder

### Storbritannien
I Storbritannien (England och Wales) är Attorney General rättslig rådgivare till monarken samt regeringen och som sådan representerar vederbörande kronans intressen vid processer och tvister (så kallad kronjurist). Närmsta svenska motsvarighet till den senare är justitiekanslern.

#### USA:s federala statsmakt

Sigill för Delstaten New Yorks attorney general.

### USA

#### USA:s delstater
I USA:s delstatsstyren fyller en attorney general rollen motsvarande delstatens justitieminister och delstatens chefsåklagare. I vissa delstater, exempelvis Kalifornien är befattningshavaren folkvald, i andra är vederbörande utnämnd av guvernören.